# كاليب أوكولي
كاليب أوكولي (مواليد 13 يوليو 2001) هو لاعب كرة قدم إيطالي يلعب في مركز قلب الدفاع في نادي كريمونيسي.